# Chó sói Bán đảo Kenai
Chó sói Bán đảo Kenai (Canis lupus alces), còn được gọi là sói xám bán đảo Kenai, là một phân loài đã tuyệt chủng của sói xám, từng sống trên bán đảo Kenai, miền nam bang Alaska, Hoa Kỳ.

## Lịch sử
Chó sói Bán đảo Kenai được phân loại bởi Edward Alphonso Goldman vào năm 1941 và là một trong số bốn phân loài sói xám sinh sống tại Alaska. Loài sói này được công nhận là một phân loài của Canis lupus bởi cơ quan phân loại các loài động vật có vú trên thế giới (2005).
Sói là loài động vật sinh sống phổ biến trên Bán đảo Kenai trước năm 1900. Năm 1895, vàng được phát hiện tại bán đảo này. Những người thợ khai thác vàng vì lo sợ bệnh dại đã bắt đầu đầu độc, săn bắn và bắt giữ bầy sói bản địa tại quần đảo. Đến năm 1915, chúng đã bị tiêu diệt. Sói bán đảo Kenai chính thức bị tuyên bố tuyệt chủng vào năm 1925.
Sói từ các khu vực khác trở lại bán đảo Kenai kể từ thập niên 1960. Điều này đã được chứng minh qua các nghiên cứu DNA rằng, ít nhất là sói trong quần thể sói hiện tại trên Bán đảo Kenai giao phối với các phân loài khác ở Alaska, vì cấu trúc DNA của quần thể sói hiện tại giống với các phân loài Alaska khác ở nội địa.

## Hình dạng
Sói bán đảo Kenai chủ yếu ăn những con nai sừng tấm rất to ở trong vùng, và Goldman đề xuất rằng kích thước lớn của loài sói này là nhằm thích nghi với con mồi to lớn của nó.
Một hộp sọ của chó sói Bán đảo Kenai được lưu trữ tại bảo tàng Smithsonian, là mẫu vật mang số hiệu USNM 147471.